# Space Shuttle
Space Shuttle (dobesedno angleško vesoljski čolniček, uradno ime Space Transportation System – STS) je bil sistem vesoljskega plovila za polete v nizkozemeljsko orbito z možnostjo delne ponovne uporabe, ki ga je razvila ameriška vesoljska agencija NASA.
Sistem je prišel v uporabo leta 1982. Polno operativnih je bilo pet plovil, ki so med leti 1981 in 2011 skupno opravila 135 misij (vključno s poskusnimi poleti leta 1981), izstreljenih s Kennedyjevega vesoljskega centra na Floridi. Vtirila ali vzdrževala so številne satelite (vključno z znamenitim popravilom vesoljskega teleskopa Hubble), pošiljala na pot medplanetarne sonde, izvajala znanstvene poskuse in sodelovala pri izgradnji ter oskrbi Mednarodne vesoljske postaje. Celokupen čas misij je znašal 1322 dni, 19 ur in 23 sekund.
Program je bil ukinjen po zadnjem poletu raketoplana Atlantis 21. julija 2011, zaradi česar so bile ZDA več let odvisne od ruskih plovil Sojuz, ki so prevažala ameriške astronavte na Mednarodno vesoljsko postajo in nazaj. Prvi polet s človeško posadko programa Commercial Crew Development, v sklopu katerega nadomestna plovila razvijata zasebni podjetji SpaceX in Boeing, je bil leta 2020.

## Opis
Plovilo Space Shuttle sestoji iz več sestavnih delov:
- Raketoplan je bistveni del celotnega plovila in je pravzaprav križanec med letalom z deltastimi krili in raketo. Glavnina njegove notranjosti je uporabljena kot tovorni prostor, ostalo pa so pilotska kabina, prostor za posadko in zadnji del z motorji ter pomožnimi agregati. Plovilo je v glavnem grajeno iz aluminijevih zlitin, motorji pa so iz titanovih zlitin. Njegove krmilne površine so podobne tistim v letalih, poleg standardnih aerodinamičnih krmilnih površin pa ima pod motorji še dodatno krmilno površino, ki pri vstopu v ozračje ščiti glavne motorje pred vročino, deluje pa tudi kot trimer.

Na repu so nameščeni trije glavni raketni motorji, katerih gorivo sta vodik in kisik. Slednji motorji zagotavljajo potisk ob vzletu in vzponu v orbito.
Poleg glavnih raketnih motorjev ima plovilo tudi več manjših in šibkejših reaktivnih motorjev, ki se delijo v dve skupini:
- Motorja za orbitalne manevre (angl. Orbital Maneuvering System) se uporabljata za spremembo parametrov orbite (npr. naklon tira, višina, ekscentričnost, ...)
- Motorji za manevriranje (angl. Reaction Control System) se nahajajo na nosu in repu in se uporabljajo za krmiljenje položaja plovila po vseh treh oseh, omogočajo pa tudi translatorno gibanje.

Celoten trup je obdan s toplotnim ščitom, ki ščiti posadko tako pred nizkimi temperaturami v vesolju, kot pred izredno visokimi temperaturami pri vstopu v atmosfero. Toplotni ščit je sestavljen iz več različnih materialov z različnimi debelinami, saj toplotna obremenitev ni povsod enaka. Največji in najbolj odporni del toplotnega ščita je na spodnjem delu plovila, nosu in na robovih kril, ker ta del ob vstopu prevzame največji del nastale toplote.
Za zagotavljanje potrebne električne energije se uporabljajo gorivne celice, ki jih napajata vodik in kisik iz manjših rezervoarjev.
Za zagotavljanje ostale energije (hidravlični sistemi, pogon krmilnih površin, obračanje potisnega vektorja motorjev) se uporabljajo turbine s pogonom na hidrazin.
- Motorja na trdo gorivo (angl. Solid Rocket Booster) sta do danes največja in najmočnejša raketna motorja, kar jih je bilo v uporabi. Zagotavljata kar 83 % celotnega potiska ob vzletu. Prazna masa (brez goriva) enega rezervoarja je cca. 87 ton, masa polnega pa skoraj 600 ton. Posebnost teh motorjev je, da jih je možno po odmetu ponovno uporabiti.

Raketno gorivo je zmes amonijevega perklorata (69,6 %), aluminijevega prahu (16 %), železovega oksida (0,4 %), ki služi kot katalizator, in gume, ki poleg goriva služi kot vezivno sredstvo. Celoten blok je oblikovan v obliki valja, notranja stena pa ima obliko 11-krake zvezde. Ta oblika zagotavlja veliko potisno silo ob vzletu, kasneje pa manjšo (v izogib preobremenitvam ob vzletu).
Poleg raketnega goriva motor vsebuje tudi šobo raketnega motorja z možnostjo obračanja vektorja potiska, pomožne motorje za odmik od plovila, hidravlični sistem za nadzor vektorja potiska motorja, električni sistem, žiroskope za ugotavljanje kotnih pospeškov celotnega plovila ob vzletu, sistem za samouničenje (v primeru izgube nadzora) in padalo v konici za mehak pristanek.
- Zunanji rezervoar vsebuje tekoči vodik in tekoči kisik v ločenih rezervoarjih, ki služita kot gorivo za glavne motorje raketoplana ob vzletu. Da bi prihranili na masi, ga pri izdelavi ne barvajo, zaradi nanosa izolacijske pene pa ima značilno rjavo barvo. Za razliko od motorjev na trdo gorivo zunanji rezervoar zgori med vstopom v atmosfero in ga torej ni možno ponovno uporabiti.

Poleg obeh rezervoarjev vsebuje zunanji tudi tipala za tlak in količino goriva, ki uravnavajo količino vodika in kisika ter omogočajo zaustavitev glavnih motorjev preden zmanjka goriva. Preostalo gorivo se po odmetu izpusti skozi šobe, ki povzročijo vrtenje rezervoarja, da pri vstopu v ozračje hitreje razpade.

### Avionika
Raketoplan Space Shuttle že od začetka vsebuje računalniško nadzorovan fly-by-wire kontrolni sistem, ki temelji na štirih glavnih in enem pomožnem računalniku, ki se uporabi, če odpovedo glavni računalniki. Uporabljeni računalniki so IBM AP-101, ki so bili med drugim predhodno v uporabi v letalih B-52 in F-15.
Računalniki so programirani v posebnem programskem jeziku, imenovanem HAL/S, ki je posebej namenjen strokovnjakom brez posebnega programerskega znanja.
Sistem računalnikov je medsebojno sinhroniziran preko posebnih vodil in deluje po principu glasovanja. Če eden od računalnikov odpove ali posreduje napačne podatke, kot ostali računalniki, se njegovi podatki ignorirajo. Posadka ob tem dobi tudi indikacijo napake in lahko napačno delujoč računalnik izključi.
Na računalnikih se izvajajo sistemski in uporabniški programi. Programi med drugim izvajajo naslednje naloge:
- Avtopilot
- Navigacija
- Vzlet in vzpon v orbito
- Orbitalni manevri
- Vstop v atmosfero in pristanek
- Nadzor delovanja motorjev in posameznih sistemov na plovilu
- Časovna sekvenca izvajanja posameznih operacij

Pilotska kabina je praktično nespremenjena že od začetka, novost so barvni multifunkcijski zasloni, ki so nadomestili stare katodne zaslone.

## Vzlet
Več mesecev pred vzletom se celotna konstrukcija (raketoplan, zunanji rezervoar in motorja na trdo gorivo) sestavi v posebej za to namenjeni hali. Na vzletno ploščad se najprej v vertikalni poziciji montirajo raketni motorji na trdo gorivo ter zunanji rezervoar, nato pa še raketoplan. Na ploščadi sledi polnjenje rezervoarjev s tekočim vodikom in kisikom. Celotna vzletna ploščad se na gosenicah pripelje na mesto vzleta.
Končna faza pred vzletom se začne 20 minut pred vzletom (označeno tudi kot T - 20 minut). Pred tem se vse nadzira s pomočjo zemeljskih računalnikov in kontrolorjev, zadnje priprave na vzlet se končajo 9 minut pred vzletom (T - 9 minut).
Zemeljska kontrola nadzira vse procese do 31 sekund pred vzletom, ko nadzor nad vzletno sekvenco prevzamejo računalniki na plovilu, ki v primeru prevelikih odstopanj parametrov od željenih vrednosti zaustavijo odštevanje.
- V času T - 16 sekund se na prostor pod motorji začne brizgati velike količine vode, ki ob vzletu zaduši udarni val in zvok ter preusmeri plamene, da se ploščad in plovilo zaščitita pred vročino in udarnim valom.
- Ob T - 6,6 sekund se v intervalih 120 ms vžgejo glavni motorji, ki morajo v normalnem primeru doseči 90 % potisk v 3 sekundah, sicer se izstrelitev prekine.
- Če je vse normalno, se ob času T - 0 sekund vžgeta motorja na trdo gorivo in od tu dalje se vzleta ne da več prekiniti, ker se teh raketnih motorjev ne da ugasniti, kot je to možno pri glavnih raketnih motorjih. Ko raketna motorja na trdo gorivo dosežeta normalen potisk, se sprožijo eksplozivnim zatiči, ki celotno kompozicijo držijo na vzletni ploščadi in raketoplan vzleti. Tu računalniki prevzamejo nadzor nad plovilom in v nujnih primerih poskrbijo za izvedbo postopkov v sili.
- Po vzletu se plovilo zavrti v vnaprej določeno smer in vzpostavi kot vzpenjanja približno 80°. Ta kot se tekom vzpona zmanjšuje, da plovilo pridobi tangencialno hitrost za dosego stabilne orbite. Približno na višini 11 km nastopi trenutek največjih aerodinamičnih obremenitev za plovilo (znan tudi kot Max Q), zato se potisk glavnih motorjev začasno zmanjša, da ne pride do preobremenitev vozila.
- V času T + 126 sekund (tj. 2 minuti in 6 sekund po vzletu) eksplozivni zatiči ločijo motorja od plovila in majhne rakete ju odrinejo stran. Oba motorja se s padali spustita v morje, kjer jih s posebnima ladjama poberejo in pripravijo za ponovno uporabo. Plovilo nato nadaljuje pot s pomočjo glavnih motorjev, obrnjeno pa je s hrbtom proti Zemlji.
- Po približno 5 minutah se plovilo zavrti s spodnjim delom proti Zemlji in začne sprejemati signale iz satelitov.

Celoten potisk po ločitvi motorjev na trdo gorivo ne zadošča za večje pospeševanje in hitrost vzpona ter naraščanje tangencialne hitrosti se zato zmanjšata. S časom pa se zaradi porabe goriva zmanjšuje tudi masa plovila, zaradi česar pospešek spet začne naraščati in se ga v končni fazi gorenja glavnih raketnih motorjev z zmanjšanjem potiska omeji na 3 G.
Preden se porabi vse gorivo iz zunanjega rezervoarja in tik pred dosegom stabilne orbite (tj. orbita še seka gostejše plasti atmosfere), se motorji izključijo, ker bi v nasprotnem primeru prišlo do poškodb motorjev. Eksplozivni zatiči nato sprostijo zunanji rezervoar, ki se prične spuščati in nato zgori v atmosferi.
Da mu raketoplan ne bi sledil nazaj v atmosfero, se vključijo motorji za orbitalne manevre, ki dvignejo periapsido orbite višje. V primeru potrebe po takojšnji prekinitvi misije (npr. okvara) se slednji korak ne izvede in raketoplan se tako lahko takoj vrne na Zemljo.

## Vrnitev na Zemljo in pristanek
Za vrnitev na Zemljo se uporablja obraten manever kot za vzpon na stabilno orbito. Raketoplan je potrebno upočasniti z uporabo motorjev za orbitalne manevre. Tako se periapsida orbite spusti dovolj, da  se orbita vozila ob povratku seka z gostejšimi plastmi atmosfere. Za pristanek raketoplana v ZDA (v Cape Canaveralu na Floridi ali v letalskem oporišču Edwards v Kaliforniji) se ta manever začne nekje nad Avstralijo, približno 18.000 km od mesta pristanka.
Raketoplan začne čutiti vpliv atmosfere na višini približno 120 km. S pomočjo kombiniranega delovanja motorjev za manevriranje in krmilnih površin se nos vozila dvigne tako, da je dosežen vpadni kot med 38 in 40 stopinjami (po potrebi tudi do 43°). Na ta način se poveča zračni upor, ki služi zaviranju. Ta položaj obenem ščiti zgornji del plovila pred vročino, nastalo ob vstopu v atmosfero.
Na višini okrog 80 km atmosfera postane dovolj gosta, da zaradi velikega vpadnega kota in hitrosti nastane tudi precejšnja sila vzgona, zaradi katere se raketoplan lahko odbije od atmosfere. Da do tega ne pride, se uporabi nagibanje raketoplana po vzdolžni osi.  Glede na stopnjo nagiba se spreminja velikost sile vzgona v navpični smeri, kar povzroči hitrejše ali počasnejše spuščanje. Sprva so potrebni večji nagibi (približno 80°), kasneje pa zaradi zmanjšanja hitrosti zadostujejo manjši nagibi.
Nagib raketoplana obenem povzroči tudi zavijanje, zaradi česar njegova pot začne odstopati od predvidenega kurza. Zato se občasno izvede sprememba nagiba na drugo stran, čemur sledi zavoj nazaj proti predvidenemu kurzu. Zmožnost spreminjanja smeri se med drugim koristno uporabi tudi za vplivanje na dolžino doleta.
Ko raketoplan upočasni na približno Mach 2,5 se začne predzadnja faza pristanka. Preostala hitrost in višina se uporabita za dolet do mesta pristanka in poravnavo s stezo. Tej fazi sledita končni dolet in pristanek, ki se po navadi izvedeta ročno, možna pa je tudi uporaba avtopilota.
Pristajalna hitrost je približno 350 km/h (precej več, kot pri potniških letalih), kmalu po pristanku pa se za zaviranje odpre zaviralno padalo. Po zaustavitvi mora posadka počakati, da se razkadijo hlapi goriva in da se trup raketoplana dovolj ohladi, šele nato lahko izstopi.
Običajna praksa je, da raketoplan pristane v Cape Canaveralu na Floridi, alternativa pa je letalska baza Edwards v Kaliforniji. V primeru potrebe po prekinitvi misije med vzletom lahko raketoplan pristane tudi na vnaprej določenih letališčih po svetu, ki premorejo zadosti dolgo vzletno - pristajalno stezo.
Po pristanku na drugem letališču se mora raketoplan vrniti nazaj na Florido, kjer ga pregledajo in pripravijo za nov polet. Za ta namen ima NASA dve predelani letali Boeing 747, ki raketoplan prevažata na hrbtu.

## Prednosti in slabosti raketoplana Space Shuttle
Glavne prednosti raketoplanov v primerjavi s kapsulami:
- Možnost večkratne uporabe, kar naj bi znižalo operativne stroške in skrajšalo čas med posameznimi vzleti. Prvoten načrt je bila uporaba posameznega raketoplana vsaj 10 let oz. 100 poletov.
- Raketoplan Space Shuttle v orbito dvigne skoraj 23 ton tovora ter do 7 članov posadke, ravno tako pa lahko vrne tovor iz orbite na Zemljo.
- Zaradi precej boljšega drsnega razmerja so pojemki pri vstopu v atmosfero precej nižji kot pri kapsulah, ravno tako je v atmosferi možno preleteti večjo razdaljo.
- Raketoplan pristane na letališču z dovolj dolgo pristajalno stezo medtem, ko so ameriške kapsule pristajale v morju, kar je zahtevalo dodatno podporo.

Pomankljivosti programa Space Shuttle se kažejo predvsem v:
- Zapletenosti celotnega sistema: Raketoplan ima ogromno število podsklopov, ki jih je po vsaki misiji potrebno izredno natančno pregledati. Predvsem gre tu za pregled glavnih raketnih motorjev in toplotnega ščita, ki je sestavljen iz velikega števila plošč. Vse to traja dolgo časa, zahteva precejšnje število kvalificiranega osebja in stane približno milijardo dolarjev letno.
- Nefleksibilnosti: Kljub temu, da raketoplan lahko prevaža človeško posadko in tovor, so poleti omejeni na orbitalne polete okrog Zemlje (v glavnem gre za oskrbo mednarodne vesoljske postaje). Celoten sistem ni ustrezen za daljše lete v vesolje (npr. na Luno in druge planete). Tudi možnost lansiranja satelitov v orbito in vračanja satelitov na Zemljo kljub začetnim načrtom za prevoz satelitov v tovornem prostoru ni bila velikokrat uporabljena (razlog je predvsem v tem, da večina satelitov kroži precej višje, kot je maksimalni doseg raketoplana).
- Ceni: Na začetku programa so bile dane obljube, da bo raketoplan lahko opravil celo 50 poletov letno, pri čemer naj bi bila cena vzleta med 5 in 6 milijonov dolarjev. Slednjega že na začetku praktično ni bilo možno izvesti. Dolgotrajni in dragi pregledi in popravila po vsaki misiji, dodatne rekonstrukcije celotnega sistema, zahteve po varnosti posadke in morebitne zamude oz. prizemljitve so razlog, da je bilo izvedenih le 5 - 6 poletov letno, od katerih je vsak stal približno 400 milijonov dolarjev. Obenem so velike vsote denarja, ki so šle v ta program, po trditvah kritikov zavirale razvoj ostalih vesoljskih programov.
- Konstrukciji: Raketoplan je za razliko od poletov z raketami, kjer je plovilo s posadko ali tovorom nameščeno na vrhu, nameščen med rezervoar z gorivom in dva motorja na trdo gorivo. Ta konstrukcija prinaša precejšnje tveganje in dve nesreči raketoplanov Challenger ter Columbia sta bili posredno ali neposredno povezani s tako zasnovo. Prav tako je šibka točka raketoplana tudi toplotni ščit, ki je zapleten, zelo izpostavljen poškodbam zaradi udarcev ledu ali zaščitne pene z glavnega rezervoarja, in zahteven za popravilo.